# Maison de Jeanne d'Arc à Orléans
Pour les articles homonymes, voir Jeanne d'Arc (homonymie) et Orléans (homonymie).
La maison dite de Jeanne d'Arc à Orléans est un musée historique consacré à Jeanne d'Arc, inauguré en 1974, dans une maison de ville de style médiéval reconstituée en 1965, du centre ville d'Orléans, dans le département du Loiret en région Centre-Val de Loire.
Jeanne d'Arc séjourne dans l'ancienne maison d'origine, durant les quelques semaines de sa contribution héroïque à la libération d'Orléans lors du siège d'Orléans (1428-1429) (épisode de la guerre de Cent Ans 1337-1453).

## Historique
Cette maison de ville en brique à pan de bois et colombages, de quatre étages, avec fenêtres à croisée à meneaux et à vitraux, et toiture en ardoise, était la demeure de Jacques Boucher, trésorier général du prince Charles Ier d'Orléans (duc d'Orléans et duc de Valois 1394-1465). 

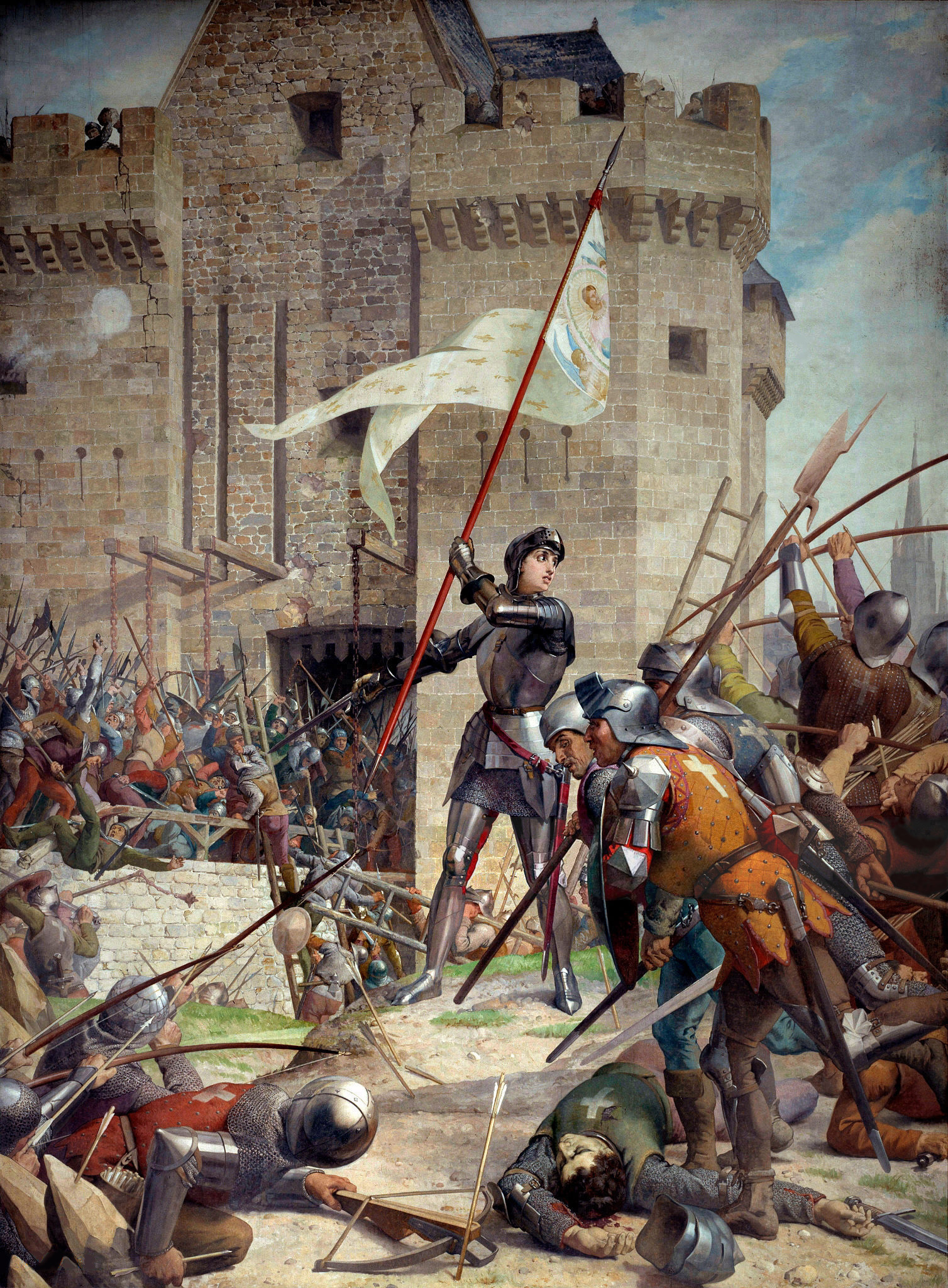
Au siège d'Orléans, par Jules-Eugène Lenepveu.
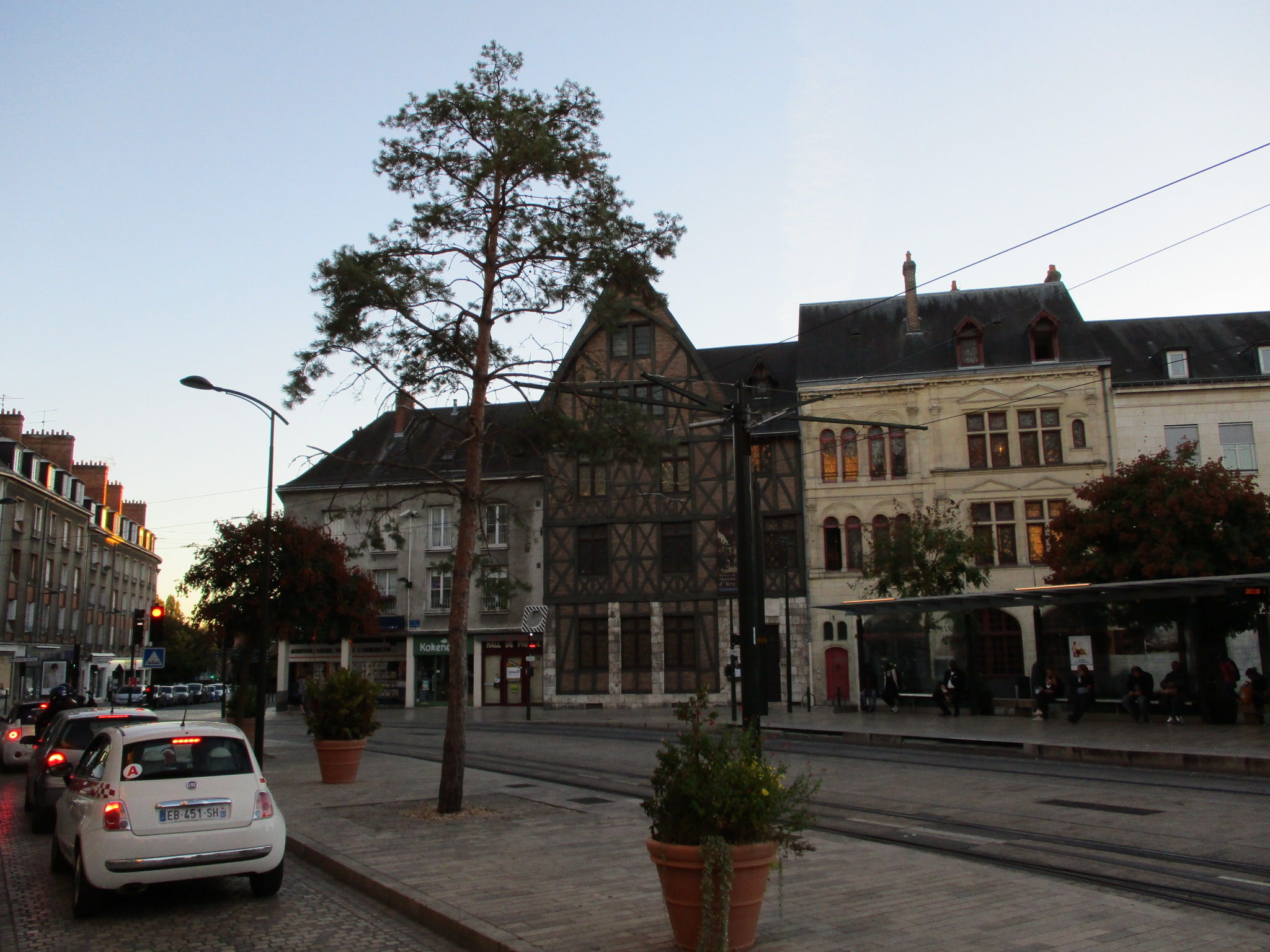
Vue depuis la rue Jeanne-d'Arc voisine.
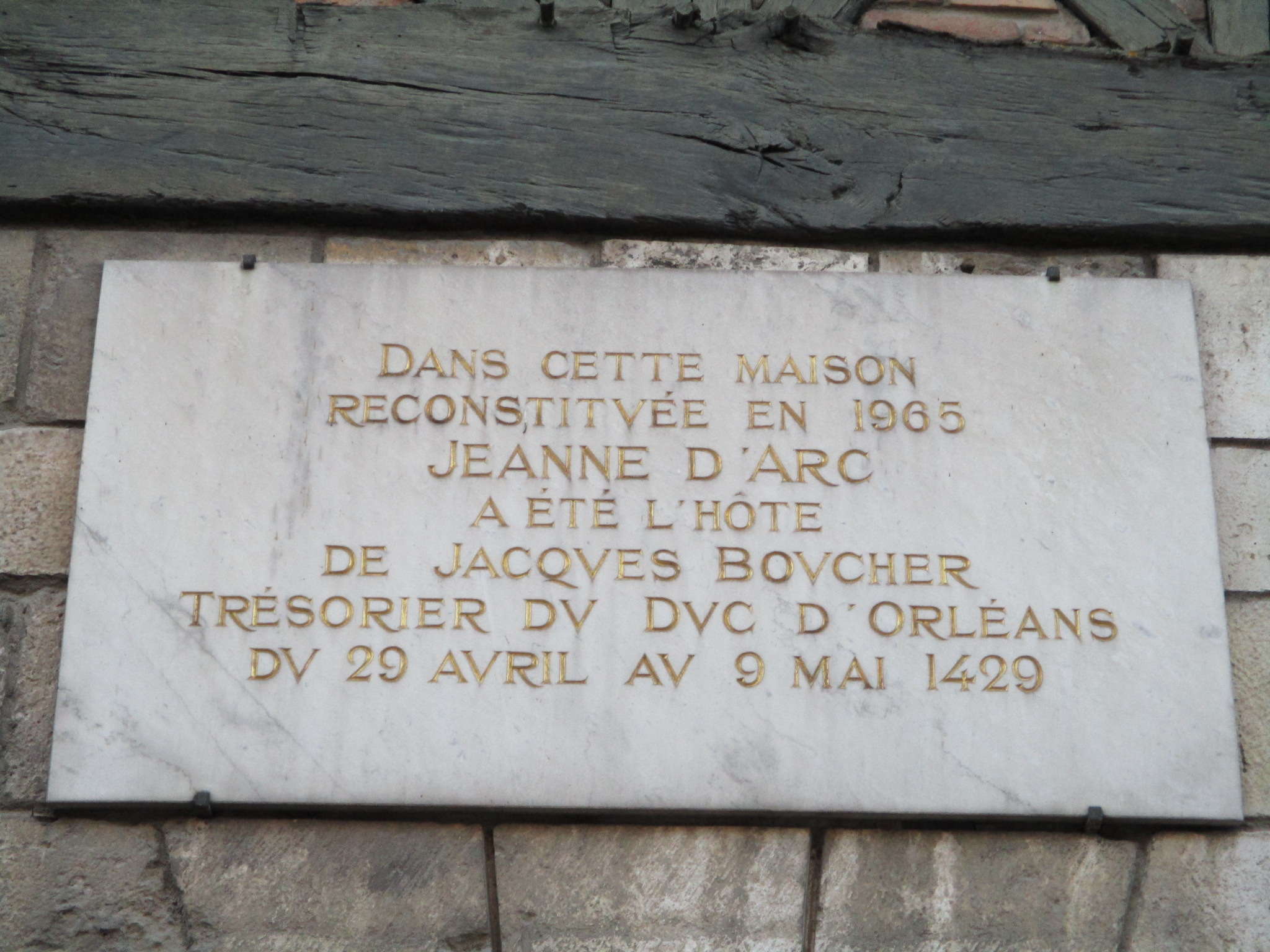
Plaque commémorative sur la porte d'entrée.
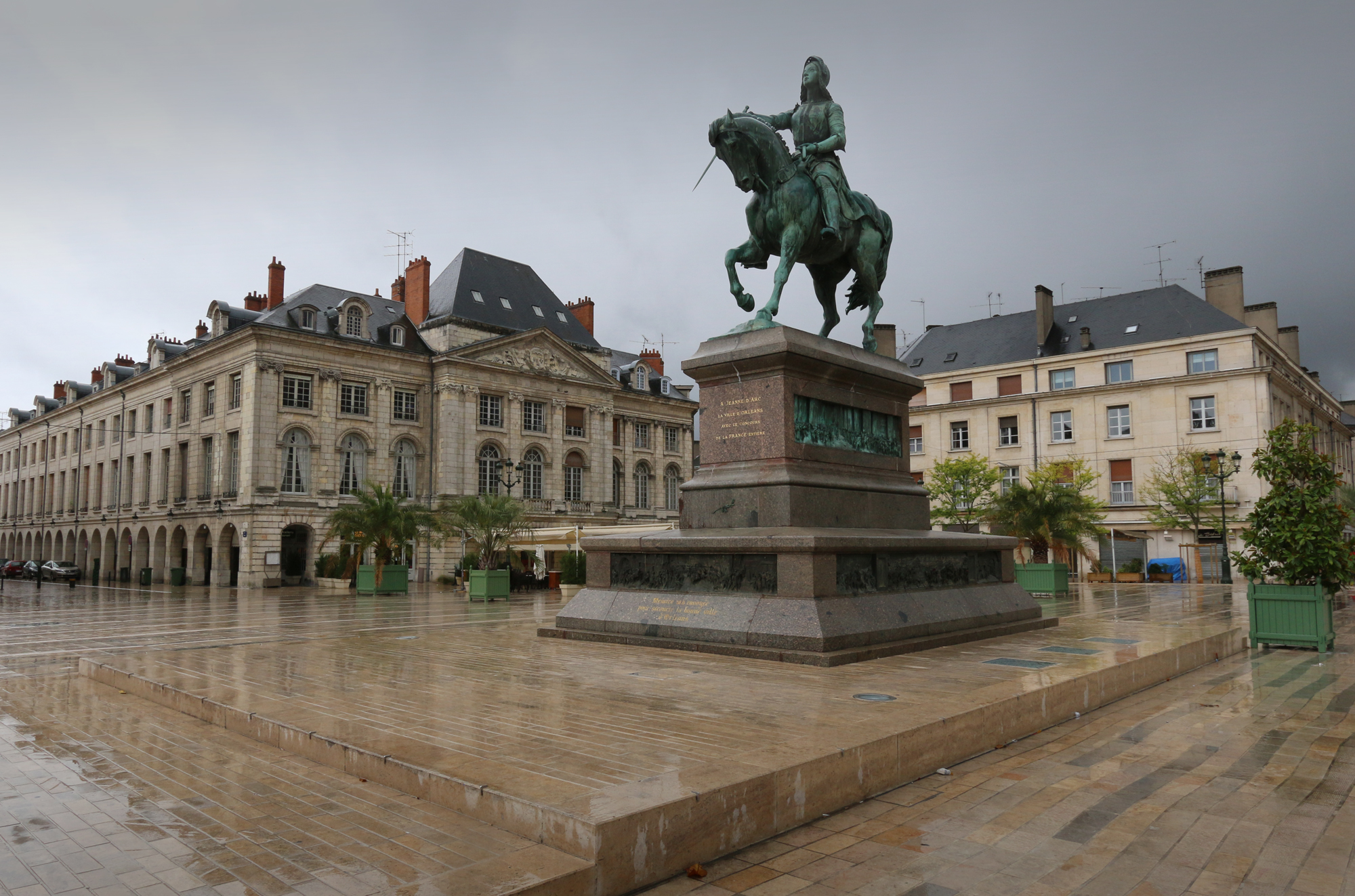
Statue de la place du Martroi voisine

Jeanne d’Arc y séjourne plusieurs semaines, lorsqu'elle contribue à libérer héroïquement la cité, entre le 29 avril et le 9 mai 1429, durant le siège d'Orléans, qui oppose la coalition du royaume d'Angleterre et de l'État bourguignon, contre le royaume de France.

Orléans et le pont des Tourelles sur la Loire, à l'époque du Siège d'Orléans (1428-1429)
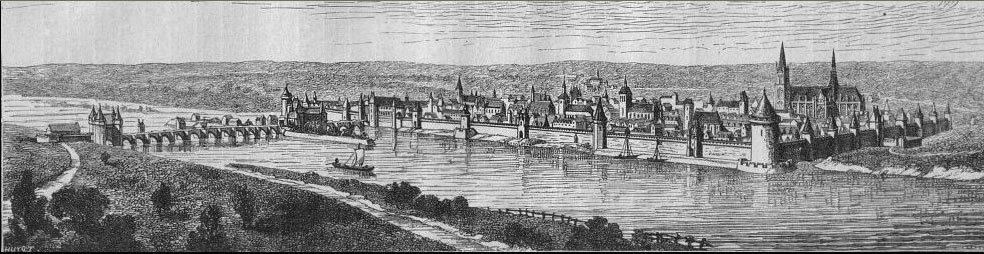

## Musée Jeanne d'Arc
La maison-musée est entièrement reconstruite en 1965, après avoir été entièrement détruite par les bombardements d'Orléans de 1940 durant la Seconde Guerre mondiale. Le nouveau musée municipal Jeanne d'Arc est fondé en 1974 par la mairie d'Orléans, sous les auspices du ministre de la Culture André Malraux. Il héberge un fonds documentaire d'archives consacré à Jeanne d’Arc et à son époque soit environ 37 000 documents (livres, brochures, revues, manuscrits, affiches, gravures du XVIe   au   XXe siècle, films).